# Lista do Patrimônio Mundial na Namíbia
A Organização das Nações Unidas para a Educação, a Ciência e a Cultura (UNESCO) propôs um plano de proteção aos bens culturais do mundo, através do Comité sobre a Proteção do Património Mundial Cultural e Natural, aprovado em 1972. Esta é uma lista do Patrimônio Mundial existente na Namíbia, especificamente classificada pela UNESCO e elaborada de acordo com dez principais critérios cujos pontos são julgados por especialistas na área. A Namíbia ratificou a convenção em 6 de abril de 2000, tornando seus locais históricos elegíveis para inclusão na lista.
O sítio Twyfelfontein ou /Ui-//aes foi o primeiro local da Namíbia incluído na lista do Patrimônio Mundial da UNESCO por ocasião da 31ª Sessão do Comitè do Património Mundial, realizada em Christchurch (Nova Zelândia) em 2007. Desde a mais recente adesão à lista, a Namíbia totaliza 2 sítios classificados como Patrimônio da Humanidade, sendo um deles de classificação Cultural e um de classificação Natural. 

## Bens culturais e naturais
A Namíbia conta atualmente com os seguintes lugares declarados como Patrimônio da Humanidade pela UNESCO:
| | Twyfelfontein ou /Ui-//aes |
| Bem cultural inscrito em 2007. |                            |
| Localização: Kunene |                            |
| Em Twyfelfontein encontra-se uma das maiores concentrações de petróglifos de todo o continente africano. A maioria está em bom estado de conservação e representa rinocerontes, elefantes, avestruzes e girafas, além de pegadas de homens e animais. O local também possui seis abrigos rochosos adornados com pinturas ocres vermelhas representando figuras humanas. Os vestígios encontrados nas duas áreas do sítio datam do final da Idade da Pedra. O sítio forma um conjunto coerente de grande abrangência e qualidade, atestando as práticas rituais das populações caçadoras-coletoras nesta região da África Austral há pelo menos vinte séculos. Além disso, é um testemunho eloquente dos vínculos entre as práticas rituais e as atividades econômicas dessas populações. (UNESCO/BPI) |                            |

| | Mar de Areia do Deserto do Namibe |
| Bem natural inscrito em 2013. |                                   |
| Localização: Kunene / Erongo / Hardap / Karas |                                   |
| O Mar de Areia do Namibe é o único deserto costeiro do mundo que inclui extensos campos de dunas influenciados pelo nevoeiro. Abrangendo uma área de mais de três milhões de hectares e uma zona tampão de 899.500 hectares, o local é composto por dois sistemas dunares, um antigo sistema semi-consolidado sobreposto por um mais jovem ativo. As dunas do deserto são formadas pelo transporte de materiais a milhares de quilômetros do interior, que são trazidos por rios, correntes oceânicas e ventos. Possui planícies de cascalho, planícies costeiras, colinas rochosas, inselbergs dentro do mar de areia, uma lagoa costeira e rios efêmeros, resultando em uma paisagem de excepcional beleza. A neblina é a principal fonte de água no local, representando um ambiente único no qual invertebrados endêmicos, répteis e mamíferos se adaptam a uma variedade em constante mudança de microhabitats e nichos ecológicos. (UNESCO/BPI) |                                   |

## Lista Indicativa
Em adição aos sítios inscritos na Lista do Patrimônio Mundial, os Estados-membros podem manter uma lista de sítios que pretendam nomear para a Lista de Patrimônio Mundial, sendo somente aceitas as candidaturas de locais que já constarem desta lista. Desde 2016, a Namíbia possui 8 locais na sua Lista Indicativa.
| Sítio                                   | Imagem | Localização                          | Ano  | Dados UNESCO             | Descrição |
| --------------------------------------- | ------ | ------------------------------------ | ---- | ------------------------ | --- |
| Área do Monumento Nacional de Brandberg |        | Erongo                               | 2002 | Misto                    | Situado a aproximadamente 30 quilômetros a noroeste da pequena cidade de Uis, está a montanha mais alta da Namíbia, o Brandberg, que se destaca como uma característica imponente nas planícies de cascalho planas do deserto central do Namibe. Este grande inselberg quase circular é visível do espaço e eleva-se a mais de 1,800 metros acima das planícies circundantes. A área possui um património paleo-arqueológico rico com uma elevada concentração de arte rupestre (mais de 43,000 pinturas distribuídas em 900 locais isolados). |
| Desfiladeiro do rio Fish                |        | Karas                                | 2002 | Natural: (vii)(viii)(ix) | O desfiladeiro do rio Fish, no sul da Namíbia, é o segundo maior cânion do mundo depois do Grand Canyon dos Estados Unidos. Consiste em um cânion superior ao norte e um inferior ao sul que alcança 56 quilômetros de extensão, medidos ao longo do curso do rio. |
| Planícies de Welwitschia                |        | Erongo / Karas                       | 2002 | Natural: (x)             | As planícies de Welwitschia estão situadas a aproximadamente 30 a 50 quilômetros de Swakopmund, aproximadamente entre os rios Swakopmund e Khan. A região integra as planícies de cascalho hiper-áridas do Deserto do Namibe. A maior parte da precipitação é na forma de neblina, ventando do litoral para o oeste. A característica mais notável desta área é a presença da maior concentração de plantas Welwitschia mirahilis na Namíbia.                                                                                                  |
| Sistema Marinho da Corrente de Benguela |        | Erongo / Karas                       | 2016 | Misto: (iv)(ix)(x)       | Os Sítios do Ecossistema Marinho da Corrente de Benguela representam um grande ecossistema marinho litorâneo da costa sudoeste da África, se estendendo desde o litoral da África do Sul em direção ao Equador na fronteira geopolítica Namíbia-Angola. O ecossistema é caracterizado pela alta produtividade e definido pela ressurgência de Benguela associada à corrente de limite leste (Corrente de Benguela) do giro subtropical do Atlântico Sul.                                                                                       |
| Salar de Etosha                         |        | Kunene / Oshikoto                    | 2016 | Natural: (vii)(viii)(x)  | OSalar de Etosha é uma enorme salina ovalada intocada situada no norte da Namíbia com mais de 4.730 km² de área. É a parte característica central do Parque Nacional Etosha, sendo a costa limite do sistema de drenagem do Cuvelai na parte mais baixa da Bacia do Ovambo a uma altitude entre 1,071 a 1,086 metros acima do nível do mar. |
| Paisagem Cultural Viva dos Sān          |        | Otjozondjupa                         | 2016 | Cultural: (v)(vi)        | Os Sān são considerados os primeiros habitantes da África Austral, compreendendo os territórios atuais de Angola, Botswana, Lesoto, Namíbia, África do Sul, Suazilândia e Zimbábue. A população pré-histórica Sān era composta exclusivamente por caçadores-coletores antes da imigração de muitos povos bantos diferentes há vários milhares de anos, que introduziram animais e plantas domesticados, metalurgia, cerâmica e normas da sociedade organizada.                                                                                 |
| Áreas Protegidas de Carru suculento     |        | Karas                                | 2016 | Natural: (ix)(x)         | O bioma Carru suculento é um epicentro de biodiversidade reconhecido internacionalmente e é o único epicentro árido do mundo. Um bioma de 116,000 km² que se estende na faixa sudoeste até as áreas noroeste da África do Sul e no sul da Namíbia, abrigando 6.356 espécies vegetais, algumas endêmicas e ameaças de extinção. |
| Delta do Cubango                        |        | Kavango Oriental / Kavango Ocidental | 2016 | Natural: (vii)(ix)(x)    | Este sistema de delta no deserto de Kalahari compreende pântanos permanentes e planícies inundadas sazonais. É um dos poucos grandes sistemas de deltas interiores que não fluem para o mar ou oceano, com um sistema de zonas úmidas quase intacto. Uma das características únicas da propriedade indicada é a inundação anual progressiva do rio Cubango que avança até o Botswana durante a estação seca. |